# Uranothauma usambarae
Uranothauma usambarae är en fjärilsart som beskrevs av Jan Kielland 1980. Uranothauma usambarae ingår i släktet Uranothauma och familjen juvelvingar. Inga underarter finns listade i Catalogue of Life.